# Bertaucourt-Epourdon
Bertaucourt-Epourdon – miejscowość i gmina we Francji, w regionie Hauts-de-France, w departamencie Aisne.
Według danych na styczeń 2014 roku gminę zamieszkiwało 619 osób, a gęstość zaludnienia wynosiła 83,1 osób/km².